# Hannes Aigner
Hannes Aigner (Augsburgo, 19 de março de 1989) é um canoísta de slalom alemão na modalidade de canoagem.

## Carreira
Foi vencedor da medalha de bronze em slalom K-1 em Londres 2012.